# 坎伯蘭瀑布
坎伯蘭瀑布（英語：Cumberland Falls）是位於美國肯塔基州東南部坎伯蘭河上的一個瀑布，總高度69英尺（21公尺）。該瀑布橫跨麥克雷里郡和惠特利郡邊界，是坎伯蘭瀑布州立度假村公園的景觀。
坎伯蘭瀑布所在地曾被美洲原住民佔據，之後又經過多個私人土地所有者的控制，直到1933年該瀑布與周圍的土地一起捐贈給肯塔基州。
它是西半球唯一經常可見月虹的地方。
據信，坎伯蘭瀑布起源於肯塔基州伯恩賽德附近的波茨維爾懸崖，並在上游約45英里（72公里）處退縮至當前位置。在退縮過程中，瀑布切割了現在的坎伯蘭河峽谷，深度達400英尺（120公尺）。